# Järsi
Järsi – wieś w Estonii, w prowincji Harju, w gminie Raasiku.